# Microsoft Office Word Viewer
Microsoft Office Word Viewer — безплатний застосунок для операційної системи Windows, що дозволяє перегляд, друк і копіювання документів у форматі Microsoft Word без необхідності установлювати Microsoft Word. 
Word Viewer поставляється і функціонує незалежно від Microsoft Office.

## Формати файлів
Засіб перегляду Word Viewer разом із пакетами сумісності з файлами у форматі Microsoft Office Word, Excel і PowerPoint 2007 дає змогу відкривати документи Word, збережені в таких форматах:
- документ Word (DOCX);
- документ Word із підтримкою макросів (DOCM);
- RTF;
- TXT;
- форматах вебсторінок (HTM, HTML, MHT, MHTML);
- WordPerfect 5.x (WPD);
- WordPerfect 6.x (DOC, WPD);
- Works 6.0 (WPS);
- Works 7.0 (WPS);
- XML (.xml)

За допомогою засобу перегляду Word Viewer і пакета сумісності можна переглядати, друкувати документ та копіювати його до іншої програми. Проте немає можливості редагувати відкриті документи, зберігати документи та створювати нові.

## Пакет сумісності для форматів Word, Excel і PowerPoint 2007
Пакет сумісності для форматів Word, Excel і PowerPoint 2007 розширює Функціональні можливості програми Word Viewer.
Щоб зменшити розмір файлу, підвищити його надійність і поліпшити інтеграцію із зовнішніми джерелами, корпорація Майкрософт додала нові формати файлів Word 2007, Excel 2007 і PowerPoint 2007. Щоб можна було відкривати файли в цих форматах, корпорація Майкрософт створила пакет сумісності для форматів Word, Excel і PowerPoint 2007. Установивши цей пакет сумісності після установлення засобу перегляду Word Viewer, користувач отримує можливість переглядати документи, збережені в таких форматах:
- документ Microsoft Office Word 2007 (DOCX);
- документ Microsoft Office Word 2007 із підтримкою макросів (DOCM);

## Системні вимоги
Операційні системи, що підтримуються: Windows 2000 Service Pack 4; Windows Server 2003 Service Pack 1; Windows Vista; Windows XP Service Pack 2